# Кавкаски емират
Кавкаски емират (рус. Кавказский эмират, чеч. Имарат Кавказ, арап. إمارة القوقاز الإسلامية‎‎), познат по свом акрониму ИК (од чеч. ИК), је исламистичка терористичка организација која дјелује на Сјеверном Кавказу и њег главни циљ је успостављање исламске државе (емирата). Поједини извори од 2015. године тврде да је се прудружила Исламској Држави. Кавкаски емират се сматра и самопроглашеном, непризнатом државом коју та скупина жели успоставити. Дијелом насљедник сецесионистичке Чеченске Републике Ичкерије, службено је проглашено 31. октобра 2007. Доку Умаров био је његов први емир.